# Victoria Aguirre Anchorena
Victoria Aguirre Anchorena (Buenos Aires, 6 de junio de 1858- Buenos Aires, 16 de marzo de 1927) fue una pintora, coleccionista de arte e integrante de la Sociedad de Beneficencia desde 1902. Expuso sus obras en el Ateneo en 1894.
Formó un museo particular, a partir de la recolección de obras y antigüedades que adquirió en sus viajes, hoy presentes en museos como el Enrique Udaondo, Isaac Fernández Blanco y Juan B. Ambrosetti.
Además donó los fondos para construir el Paso de Aguirre para unir el pueblo de Puerto Aguirre (posteriormente denominado Puerto Iguazú) con las Cataratas del Iguazú. La avenida principal de la ciudad lleva su nombre.
Sus padres eran Manuel Alejandro Aguirre y Mercedes Anchorena, dueños de una chacra ubicada dentro de lo que posteriormente sería la ciudad de San Isidro. 